# ガラホナイ国立公園
ガラホナイ国立公園（スペイン語: Parque nacional de Garajonay: 発音 [ˈpaɾke naθjoˈnal de ɣaɾaxoˈnai̯]）は、スペイン・カナリア諸島州にある国立公園。カナリア諸島のラ・ゴメラ島島頂部に位置する。

## 地理
国立公園の面積は約40km2であり、6自治体にまたがっている。国立公園の名称は、ラ・ゴメラ島の最高峰である標高1487mのガラホナイ峰に因んでいる。ガラホナイ峰は標高790mから1400mの小規模な高原を有する。

## 歴史
1981年にはスペインの国立公園に指定された。カナリア諸島では1954年にテネリフェ島のテイデ国立公園とラ・パルマ島のカルデラ・デ・タブリエンテ国立公園が、1974年にランサローテ島のティマンファヤ国立公園が指定されており、諸島として4番目の国立公園だった。
1986年には国際連合教育科学文化機関（ユネスコ）の世界遺産（自然遺産）に登録された。スペイン初の自然遺産であり、カナリア諸島初の世界遺産である。2012年にはラ・ゴメラ島全体が生物圏保護区に指定された。
2012年8月には森林火災が発生し、国立公園の18%に相当する747ヘクタールが焼失した。また、一部の原生林はカナリアマツとラジアータパインの商業林に開発されたほか、放牧や外来種のネズミ、ノネコ、イヌの侵入も森林保全上の問題となっている。

## 動植物
国立公園の区域内には、マデイラ島の照葉樹林と並んで、マカロネシアを代表する照葉樹林（遺存型照葉樹林）が分布する。他の場所で珍しい着生植物が豊富な雲霧林も見られる。
爬虫類ではカナヘビ科のGallotia bravoanaやトカゲ科のChalcides viridanusなどが生息している。両生類ではアマガエル属のHyla meridionalisなどが生息している。鳥類の固有種にはゲッケイジュバトとカナリーバトなど2種のハトがいる。

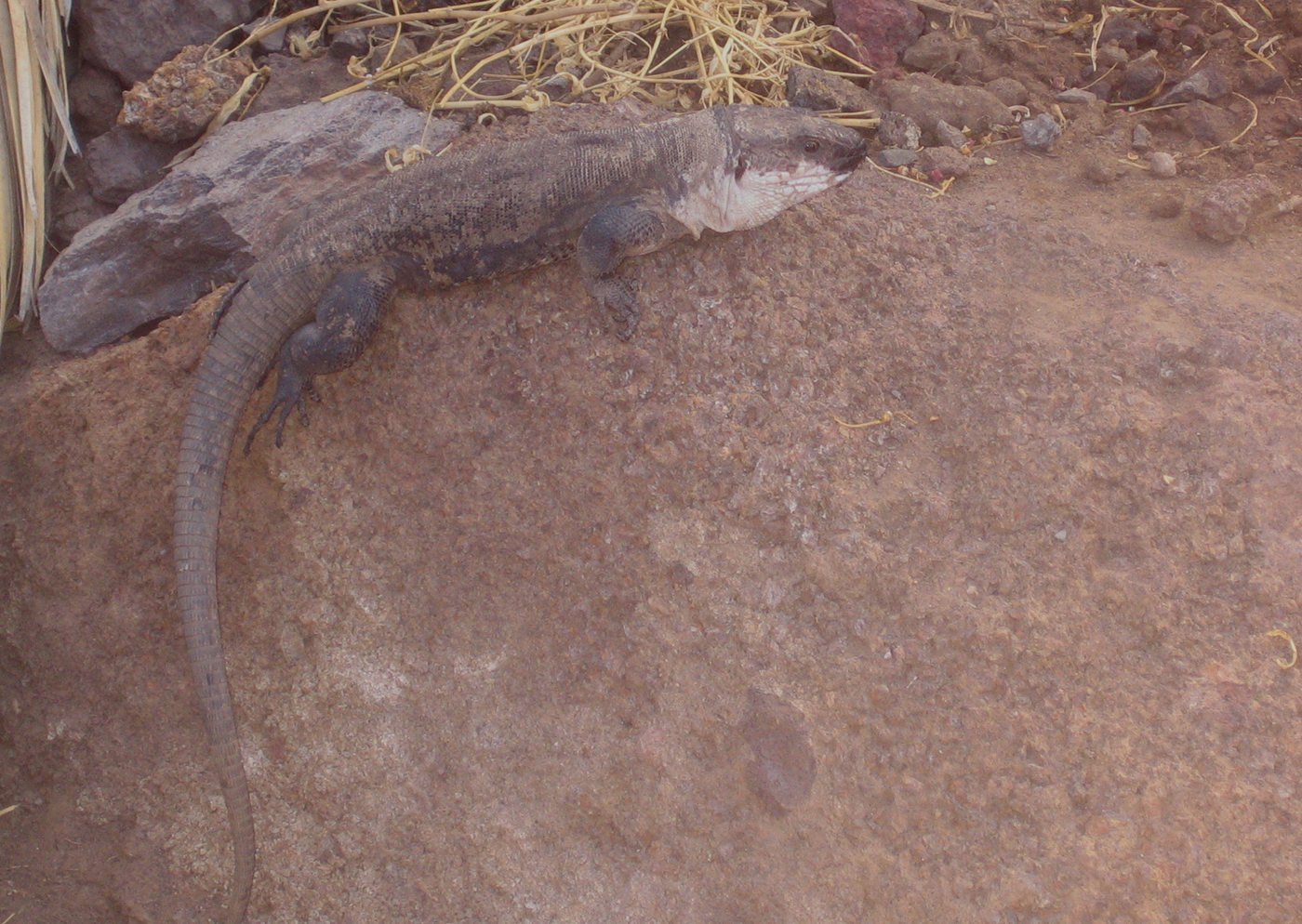
Gallotia bravoana（英語版）
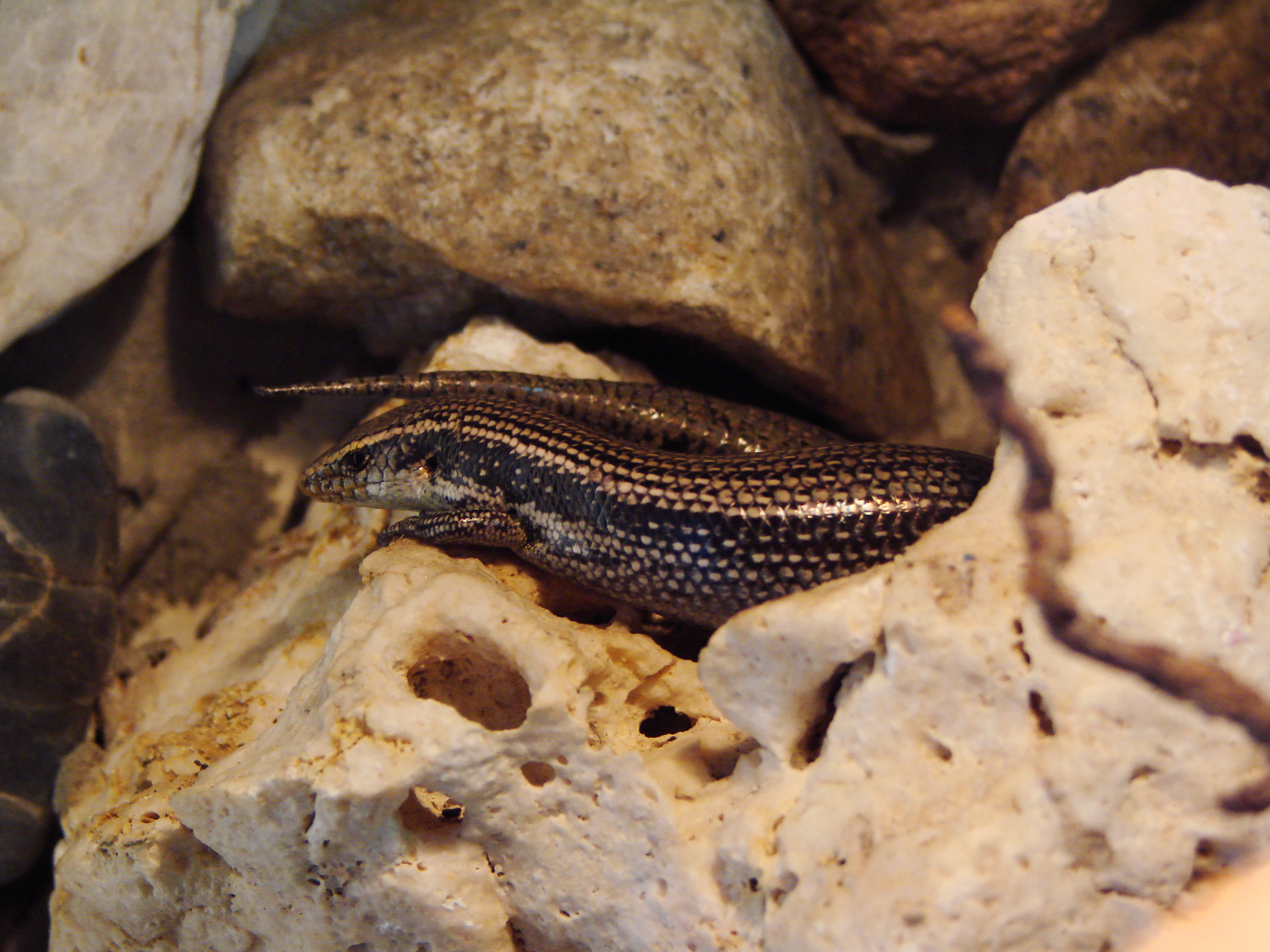
Chalcides viridanus（英語版）
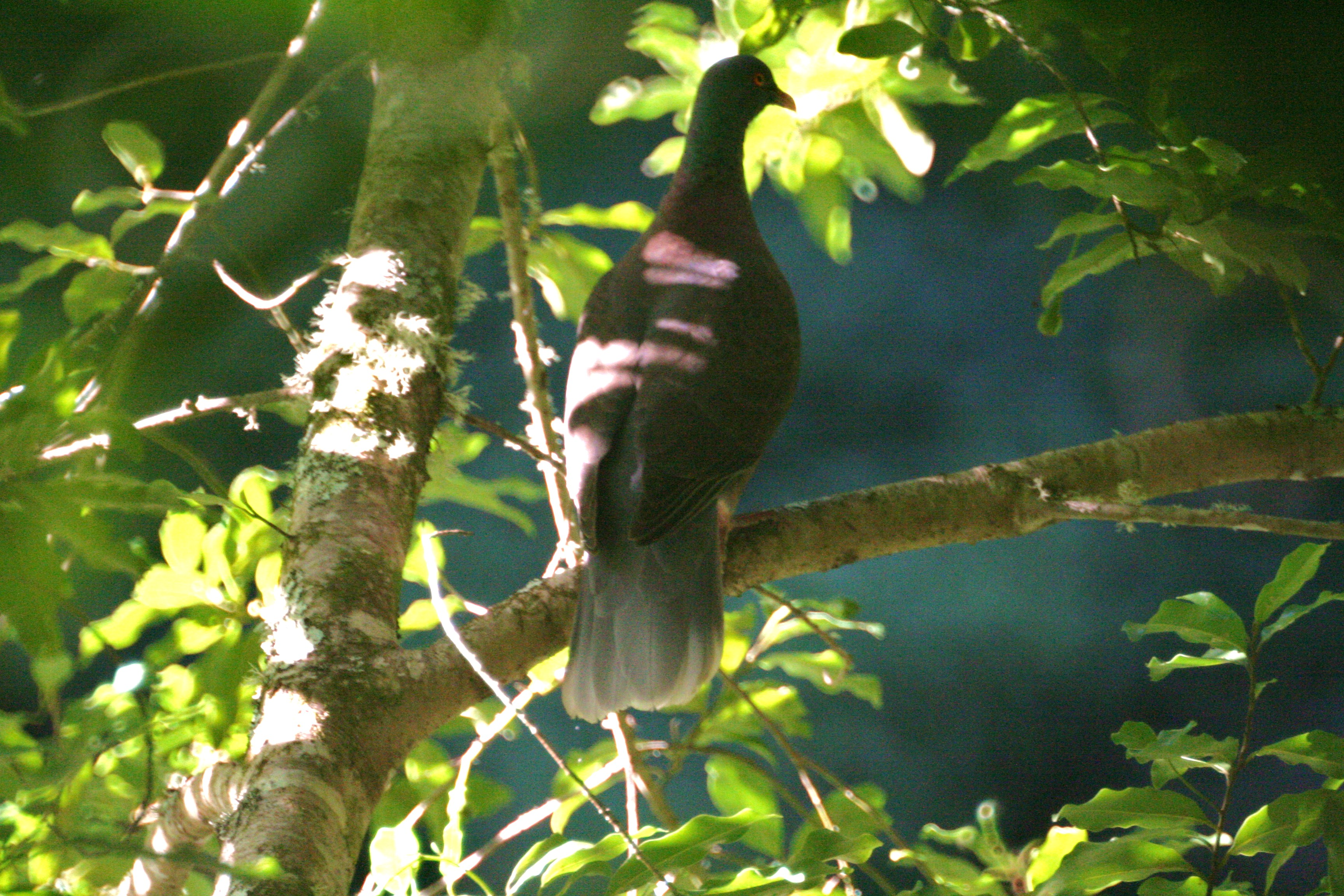
ゲッケイジュバト（英語版）
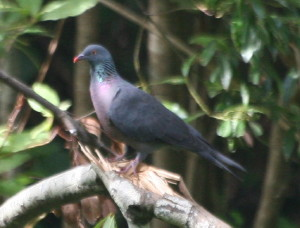
カナリーバト（英語版）

## 世界遺産

### 登録基準
この世界遺産は世界遺産登録基準のうち、以下の条件を満たし、登録された（以下の基準は世界遺産センター公表の登録基準からの翻訳、引用である）。
- (7) ひときわすぐれた自然美及び美的な重要性をもつ最高の自然現象または地域を含むもの。
- (9) 陸上、淡水、沿岸および海洋生態系と動植物群集の進化と発達において進行しつつある重要な生態学的、生物学的プロセスを示す顕著な見本であるもの。

ラ・ゴメラ島における国立公園の位置（深緑）
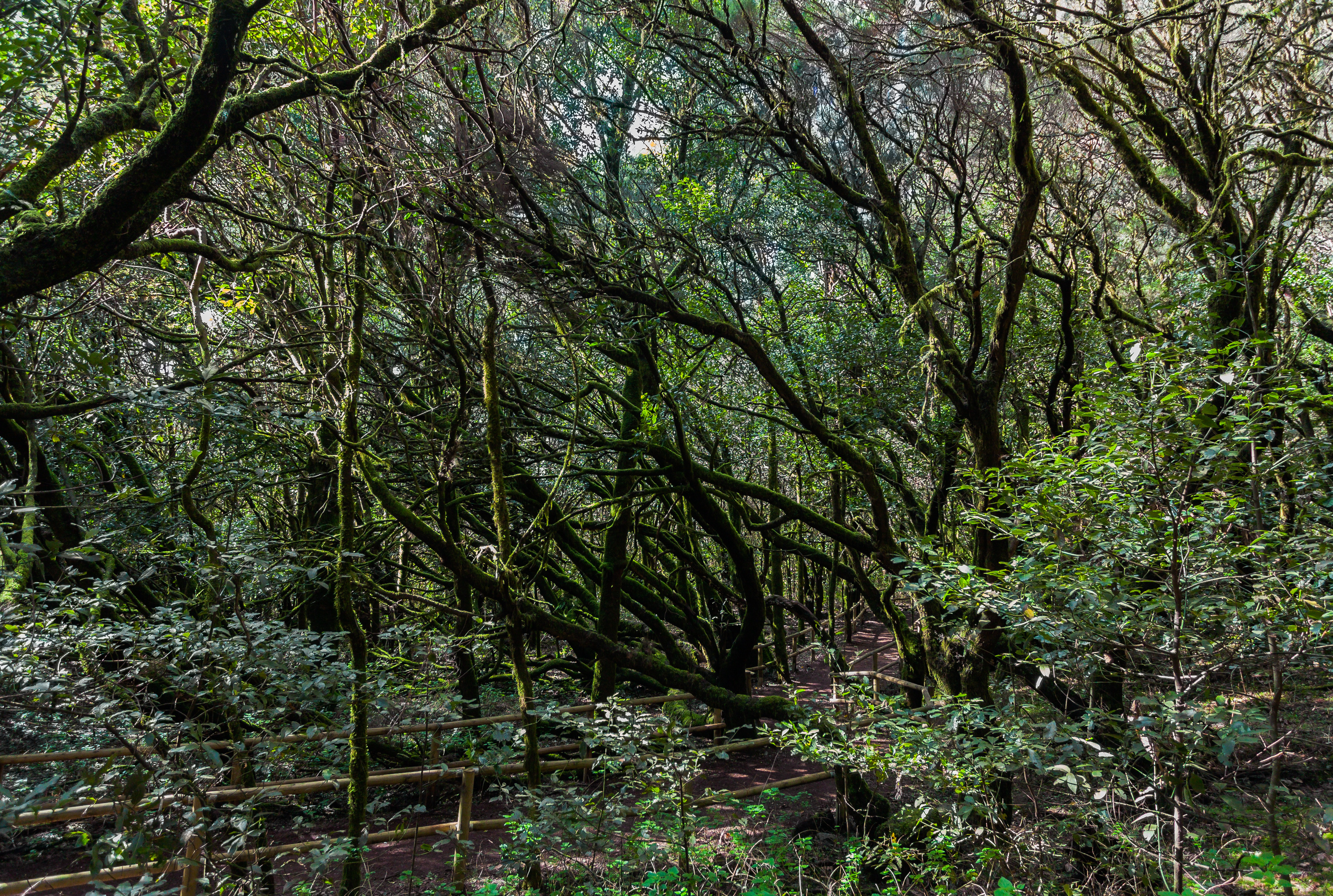
国立公園内の森林
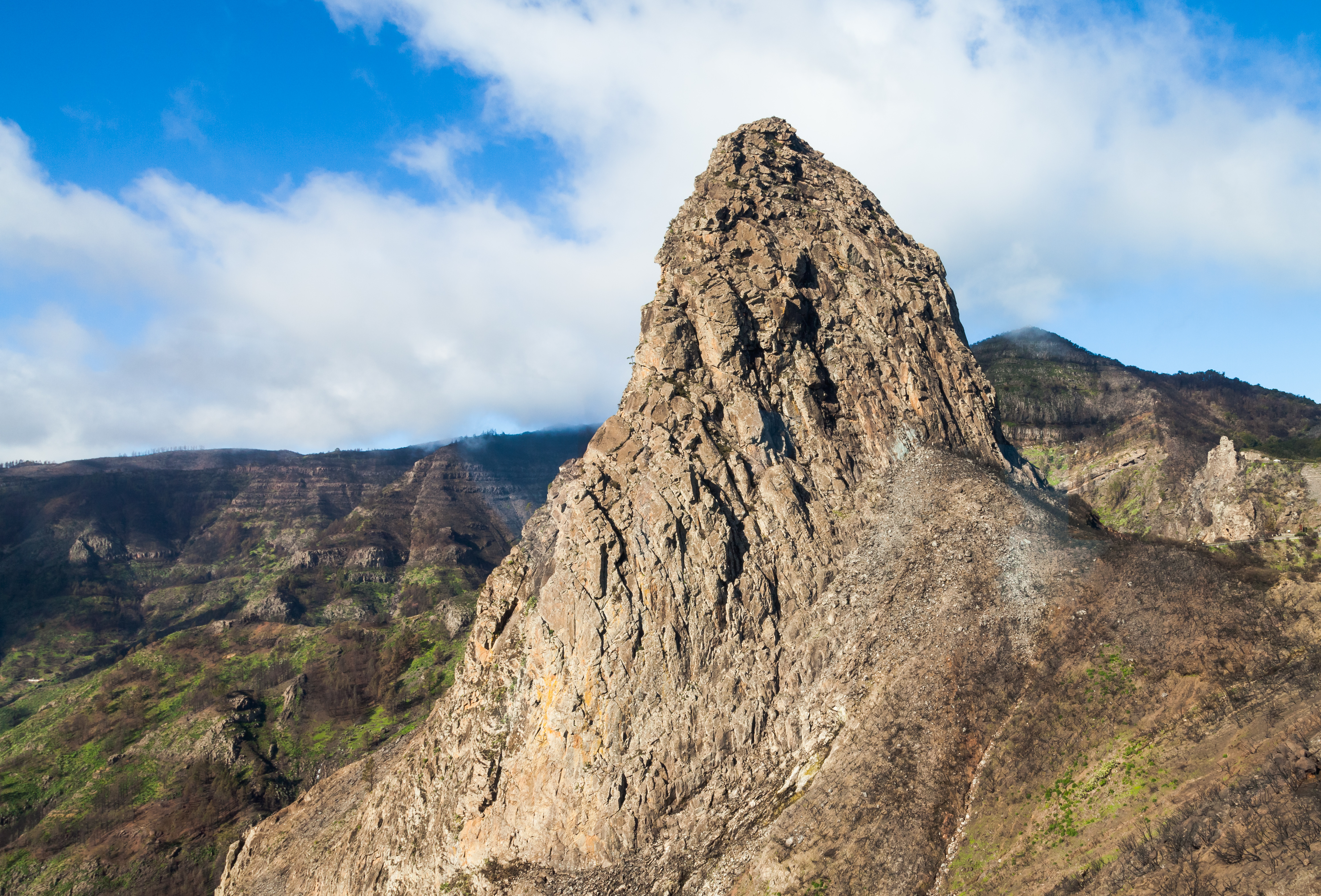
マグマによってできたアガンドの岩（スペイン語版）
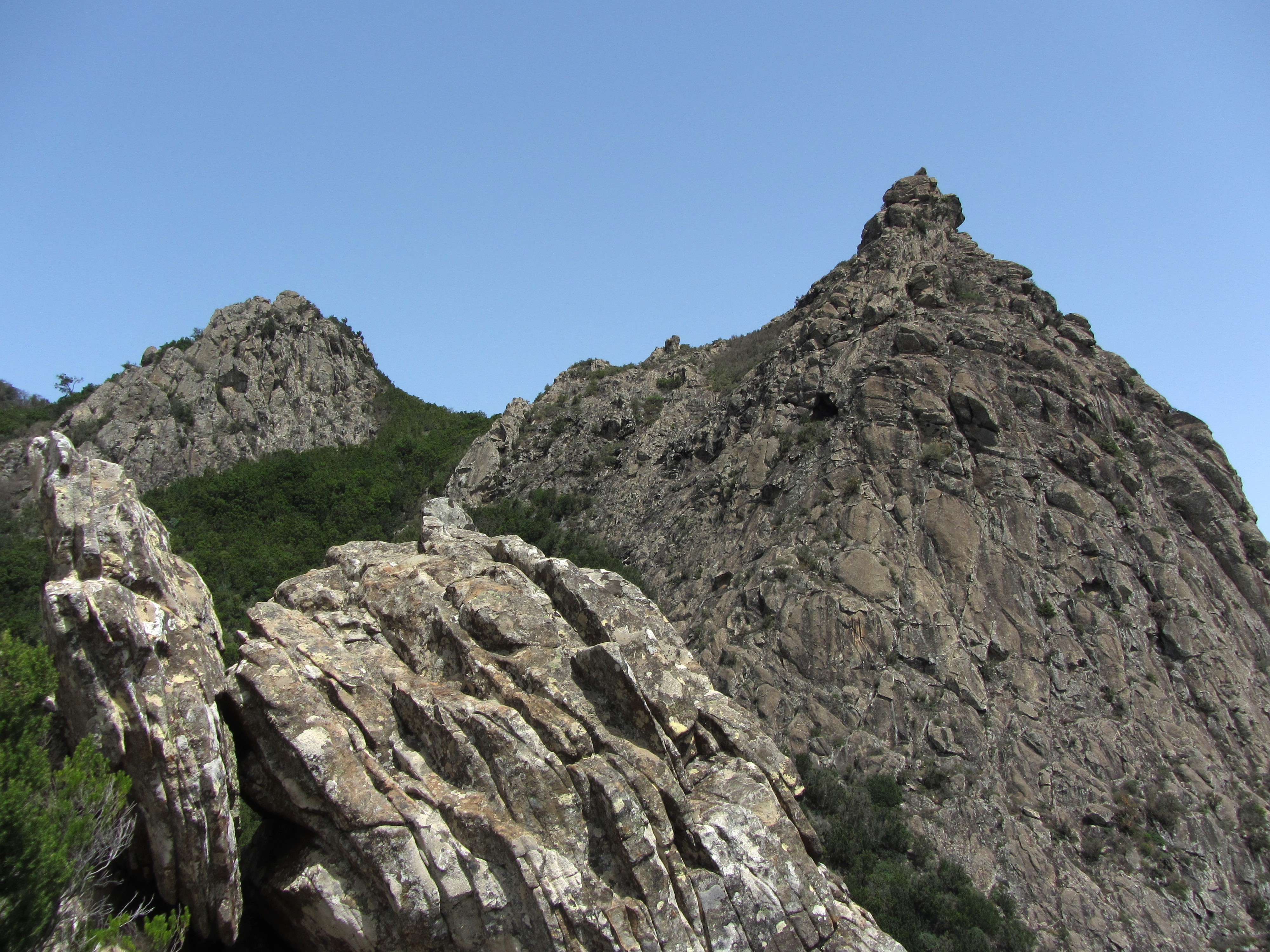
サルシータの岩